# Black Monday (The Game)
Pour les articles homonymes, voir Black Monday.
Black Monday est une mixtape du rappeur américain The Game.

## Liste des titres
- 01 - A New Day
- 02 - Keep My Name Out Ya Mouth ft Kam, Yung Bruh
- 03 - Not Gunna ft Paul Wall, Trae
- 04 - 6 Million Ways
- 05 - Get Up ft DJ Quik, AMG
- 06 - The Ghetto
- 07 - On And On ft Queenie
- 08 - My Love
- 09 - Where I'm From
- 10 - Don't 4Get ft Imajin
- 11 - We Got It ft I Rocc
- 12 - Ain't Nuthin
- 13 - Snitch Unit
- 14 - When I'm Out
- 15 - Valley Of Death
- 16 - People Don't Know ft Young Noble, E-40
- 17 - Can't Figure Out ft Floetry
- 18 - Bricks To Billboard ft BLack Wall Street